# ابوالقاسم روحی
شیخ ابوالقاسم روحی یکی از پسران ملا محمد جعفر کرمانی شیخ العلماء بود. وی همچون پدر در میان معتقدان صبح ازل جای داشت. شیخ محمودافضل الملک، و شیخ احمد روحی برادران وی بودند. وی پس از ناامیدی از آزادی میرزا آقاخان کرمانی و شیخ احمد روحی، با مشورت سید جمال‌الدین اسدآبادی، به قبرس رفت و با صبح ازل دیدار نمود.
یاران و همراهان سید جمال الدین و میرزا ملکم خان، در ایران و عثمانی، بیشتر از فعالان بابی ازلی ضد قاجار بودند.
علی محمد فره وشی خود و شیخ ابوالقاسم روحی، میرزا آقاخان کرمانی، شیخ احمد روحی، میرزا حسن خان خبیرالملک، میرزا رضای کرمانی، رااز یاران و مریدان او نام برده‌است.